# Carl Gustaf Thomson
Carl Gustaf Thomson (Mellan-Grefvie, 13 ottobre 1824 – Lund, 20 settembre 1899) è stato un entomologo svedese.
Le sue collezioni sono conservate al  Museo di zoologia della Università di Lund.

## Opere
- Coleoptera Scandinaviae (1859-1868)
- Skandinaviens inseckta (1862)
- Skandinaviens Hymenoptera (1871-1878).